# Alcalde de Lorca

Escudo de Lorca.

El alcalde de Lorca es la máxima autoridad política y el encargado de presidir el Ayuntamiento de Lorca, municipio de la comunidad autónoma de la Región de Murcia (España). 
De acuerdo con la Ley Orgánica 5/1985, de 19 de junio, del Régimen Electoral General (actualmente vigente) el alcalde es elegido por la corporación municipal de concejales, que a su vez son elegidos por sufragio universal por los ciudadanos de Lorca con derecho a voto, mediante elecciones municipales celebradas cada cuatro años. En la misma sesión de constitución de la corporación se procede a la elección del alcalde, pudiendo ser candidatos todos los concejales que encabecen sus correspondientes listas. Es proclamado electo el candidato que obtiene la mayoría absoluta de los votos. Si ninguno de ellos obtiene dicha mayoría es proclamado alcalde el concejal que encabece la lista más votada.

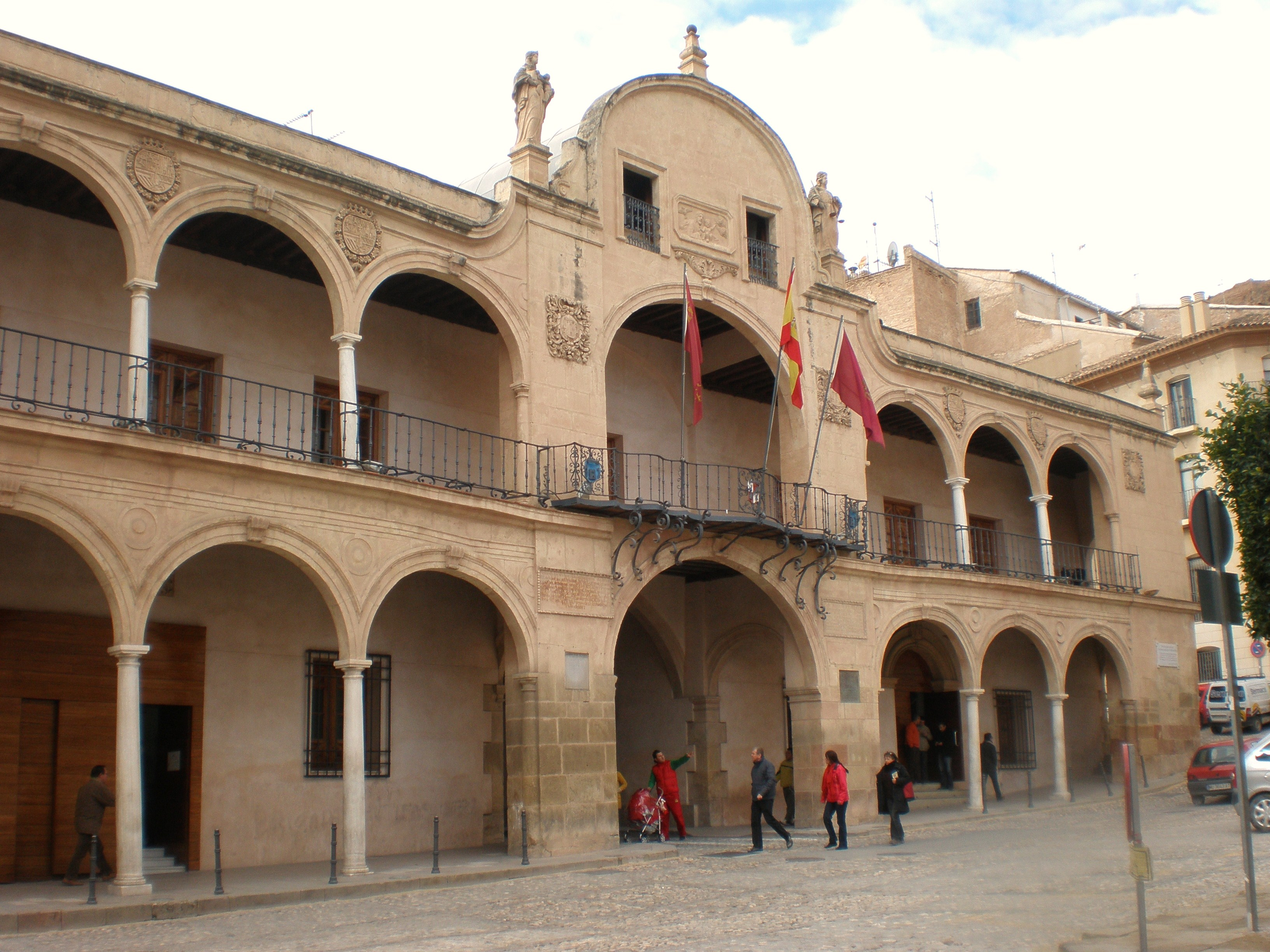
Casa consistorial de Lorca.

Desde 1979 han sido siete los diferentes alcaldes que ha habido, todos del Partido Socialista a excepción de dos, del Partido Popular. Tras las elecciones municipales de 2023, Fulgencio Gil Jódar es el actual alcalde de Lorca.